# Antoinette Bourignon

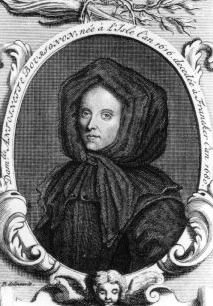
Antoinette Bourignon

Antoinette Bourignon de la Porte (* 13. Januar 1616 in Lille; † 30. Oktober 1680 in Franeker, Friesland) war eine belgische Mystikerin und Separatistin.

## Leben
Die Tochter des wohlhabenden römisch-katholischen Kaufmanns Jean Bourignon wuchs im damals zu den Spanischen Niederlanden gehörenden Lille (niederländ. Ryssel) auf. Sie beschäftigte sich schon als Kind mit Heiligenviten und strebte einen Klostereintritt an, der aber vom Vater nicht genehmigt wurde. Etwa 1635 soll ihr der Heilige Augustinus erschienen sein, um sie mit der Reform der Christenheit zu beauftragen. Konflikte mit dem Elternhaus, die Ausweisung aus dem von Jesuiten geleiteten „Maison Notre Dame“ und weiterhin häufige Ortswechsel waren die Folge ihres aus weiteren Visionen gespeisten Selbstbewusstseins als Endzeitprophetin.
1648 brachte sie ihr väterliches Erbe in das Waisenhaus „Notre Dame des Sept Douleurs“ ein, das sie später in ein Kloster umwandelte. Nach Vorwürfen wegen überharter Behandlung der ihr anvertrauten Kinder, von denen sie etliche der Besessenheit und Hexerei beschuldigte, floh Bourignon zunächst nach Gent und lebte von 1662 bis 1664 in Mechelen, wo sie ihre Autobiographie La Parole de Dieu ou Sa Vie Intérieure schrieb. 1667 übersiedelte sie nach Amsterdam und geriet bald in einen Kreis von konfessionell Verfolgten aller Richtungen wie Johann Amos Comenius, Jean de Labadie und Anna Maria von Schürmann. 1668 rief sie der Chiliast Petrus Serrarius (1600–1669) als „göttliches Licht“ aus. Bourignon nahm die Rolle als spirituelle „Mutter“ gern an und sammelte durch persönlichen Zuspruch sowie zahlreiche Briefe eine Gruppe, die sich aus Calvinisten, Lutheranern, Mennoniten, Quäkern, Labadisten und Juden zusammensetzte. Zu ihren Anhängern gehörten die berühmten Naturforscher Jan Swammerdam und Robert Boyle, der einige ihrer Schriften übersetzte, sowie zeitweise Christian Hoburg. Bourignon publizierte in Französisch und Niederländisch. Aus ihren Schriften ist jedoch kaum eine systematische Anschauung festzustellen. Als Eklektikerin verband sie Elemente der klassischen Mystik (Johann Tauler oder Thomas von Kempen) mit Einflüssen des Quietismus und des mystischen Spiritualismus (Jakob Böhme).
Von 1671 an suchte sie im Herzogtum Schleswig ein Domizil für ihre Gemeinde, da sie von ihrem 1669 verstorbenen Anhänger Christian de Cort einen Teil der neu eingedeichten Insel Nordstrand geerbt hatte. Da dieses Erbe jedoch vor allem aus Schulden bestand, führten de Corts Gläubiger einen jahrelangen Prozess gegen sie, so dass Antoinette Bourignon Nordstrand nie betreten durfte. Die Gruppe lebte meist in Husum, wo Konflikte mit lutherischen Pfarrern zur Konfiskation ihrer Druckerei und 1676 zur Flucht führten. In Hamburg lernte sie den französischen protestantischen Theologen Pierre Poiret, der nach ihrem Tod Verwalter und Propagandist ihres geistigen Erbes wurde. Freiherr Dodo II. zu Innhausen und Knyphausen bot ihr 1677 auf seinem Schloss Lütetsburg (Lützburg) in Ostfriesland Zuflucht. Aufgrund der Anklage der Hexerei musste sie 1680 wieder fliehen und starb auf dem Weg nach Amsterdam.

## Nachwirkungen
Pierre Poiret veröffentlichte 1684 in Amsterdam Bourignons Biographie (Das Leben der Jungfrau Antoinette Bourignon / Theils durch Sie selbst / theils durch einen von ihren Bekandten geschrieben) und gab 1679–1686 ihr Gesamtwerk (Toutes les oeuvres …) in 19 Bänden heraus. Unter anderem mit Pierre Bayle führte er eine heftige Auseinandersetzung um ihre Bedeutung. Großen Einfluss hatten Bourignons Schriften auf den radikalen Pietismus. Johann Jakob Schütz und Johanna Eleonora von Merlau empfingen Anregungen von ihnen, Gottfried Arnold druckte ihre Autobiographie in seiner Unparteyischen Kirchen- und Ketzer-Historie. Die römisch-katholische Kirche setzte ihre Schriften 1669, 1687 und 1753 auf den Index der verbotenen Bücher. Auch in evangelischen Kirchen, so in der Kirche von Schottland galt sie als Ketzerin. Der Schriftsteller Walter Mehring machte sie 1927 zum Gegenstand seines satirischen Polit-Thrillers Paris in Brand.